# 铺路机

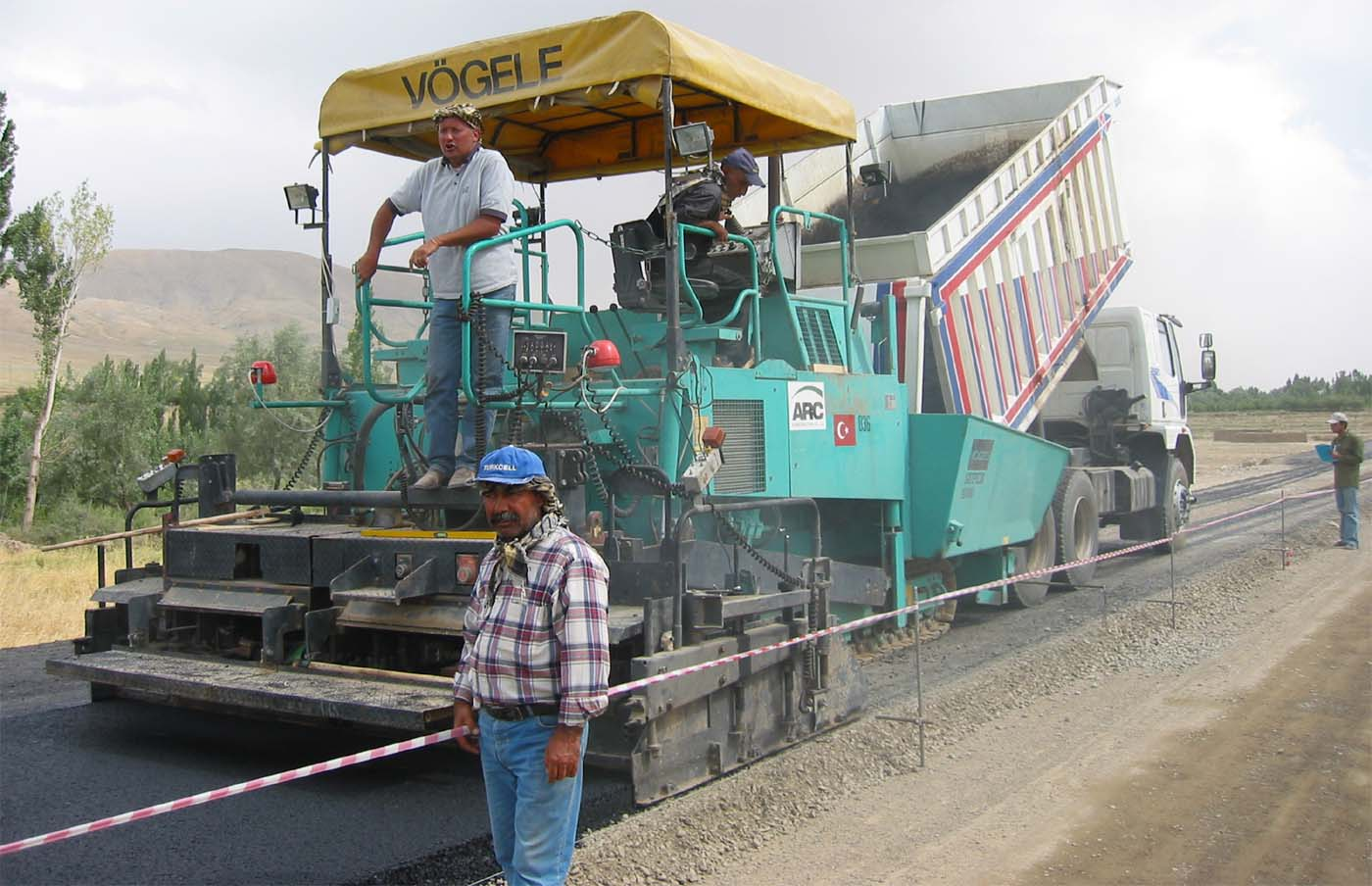
一台铺路机

铺路机（英語：Paver, road paver finisher, asphalt finisher, and road paving machine）是一种用在道路、桥梁、停车场等场所铺设沥青的施工机械设备。它将沥青铺平，并在压路机压实之前进行轻微压实。

## 沿革
沥青铺路机由美国查尔斯·伯里斯公司开发，该公司最初制造材料处理系统。1929年，芝加哥测试实验室（Chicago Testing Laboratory）找到该公司，让它使用材料装载机建造沥青路。巴伯·格林（Barber Greene）开发了一种基于当时混凝土铺路机的机器，这种机器可以搅拌和浇筑混凝土。事实证明，这种设置并没有达到预期的效果，因为其各个过程是分开的。1933年，各个过程自动衔接的铺路机发明成功，可以提供均匀的材料密度和厚度。1936年4月10日，查克·巴里斯（Chuck Burris）申请了一项名为“铺设道路的机器和工艺”专利，1938年12月6日取得美国专利号2138828。 自那时起，查尔斯·伯里斯公司开发的铺路机的主要功能已被纳入大多数铺路机中。

## 主要制作商

### 美国
- 凯斯公司（英语：Charles Burris Co.）
- 卡特彼勒
- 约翰迪尔
- 海普克（英语：HEPCO）
- 特雷克斯公司（英语：Terex）
- 新荷兰机械公司（英语：New Holland Machine Company）

### 瑞典
- 沃尔沃集团

### 日本
- 小松制作所
- 三菱重工业

### 中国
- 三一重工
- 广西柳工机械
- 徐工集团

## 照片墙

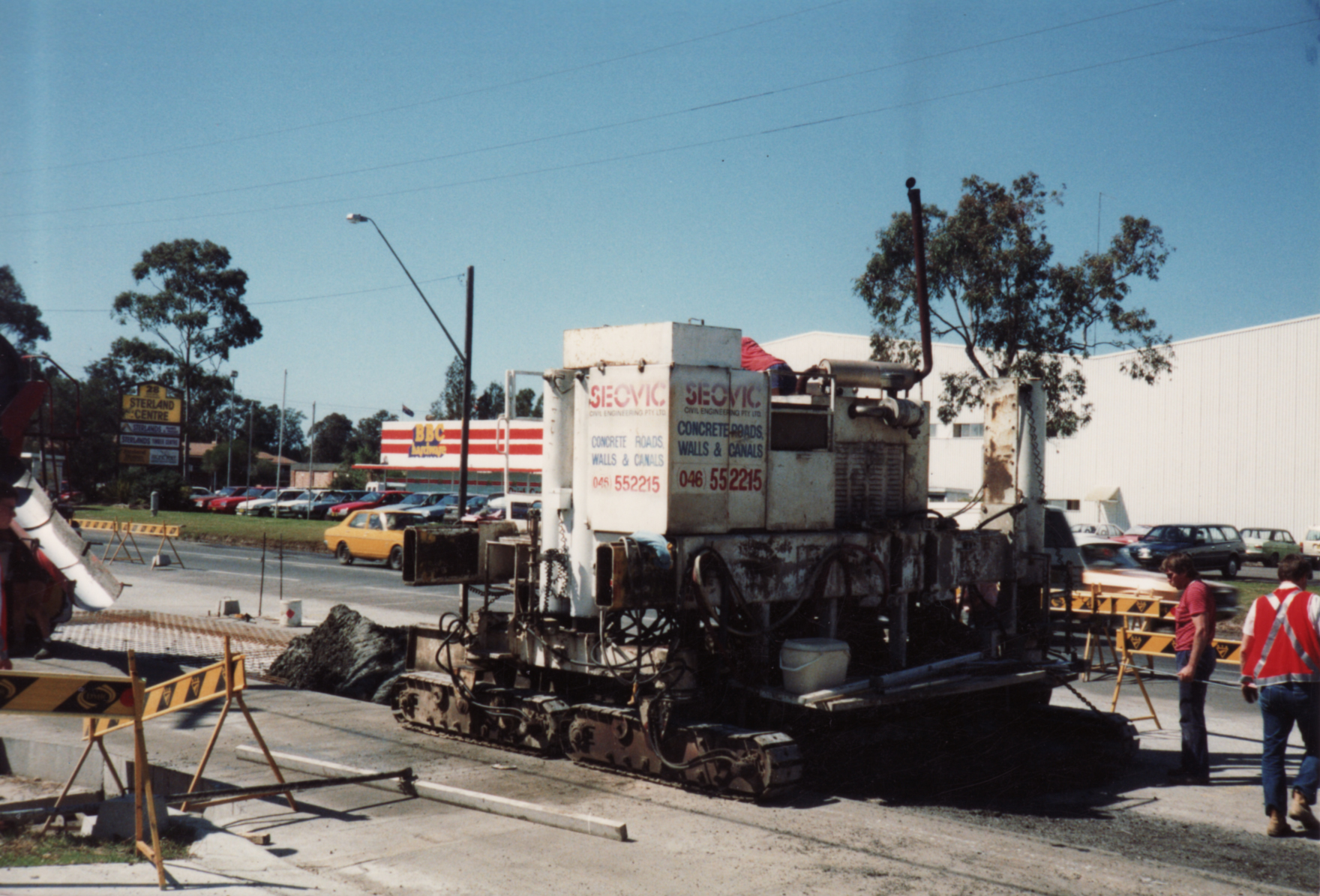
小型铺路机
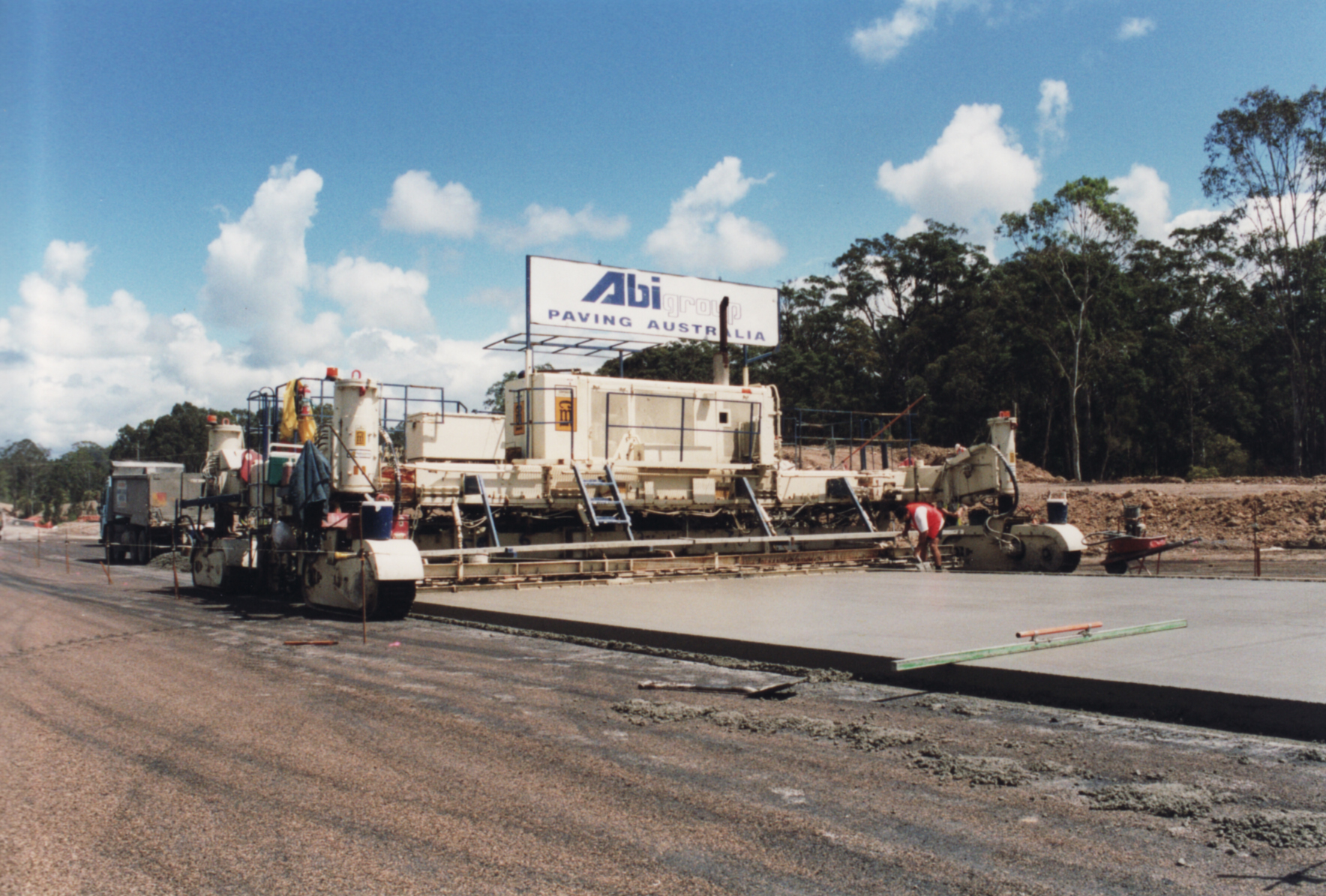
大型水泥铺路机
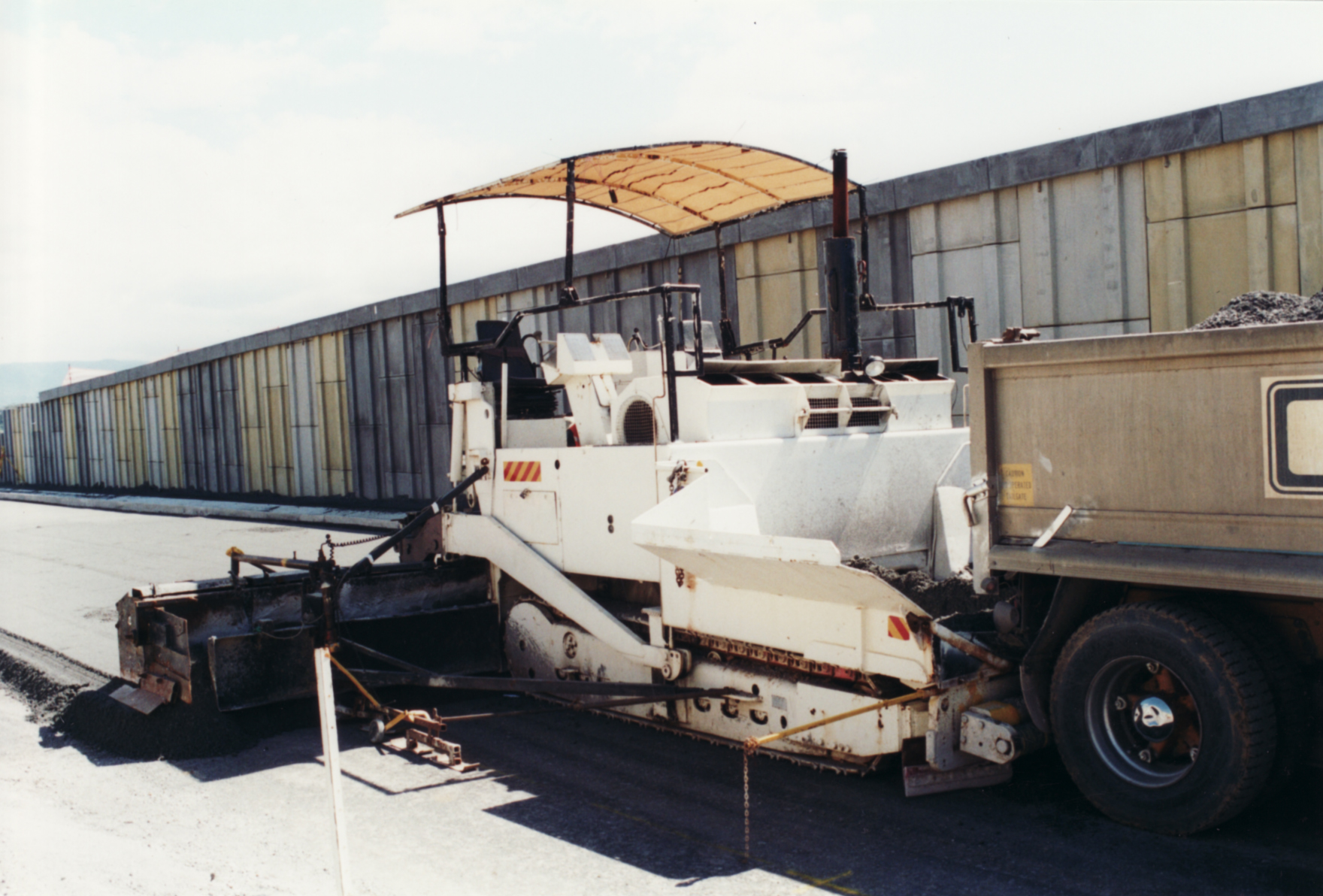
大型铺路机
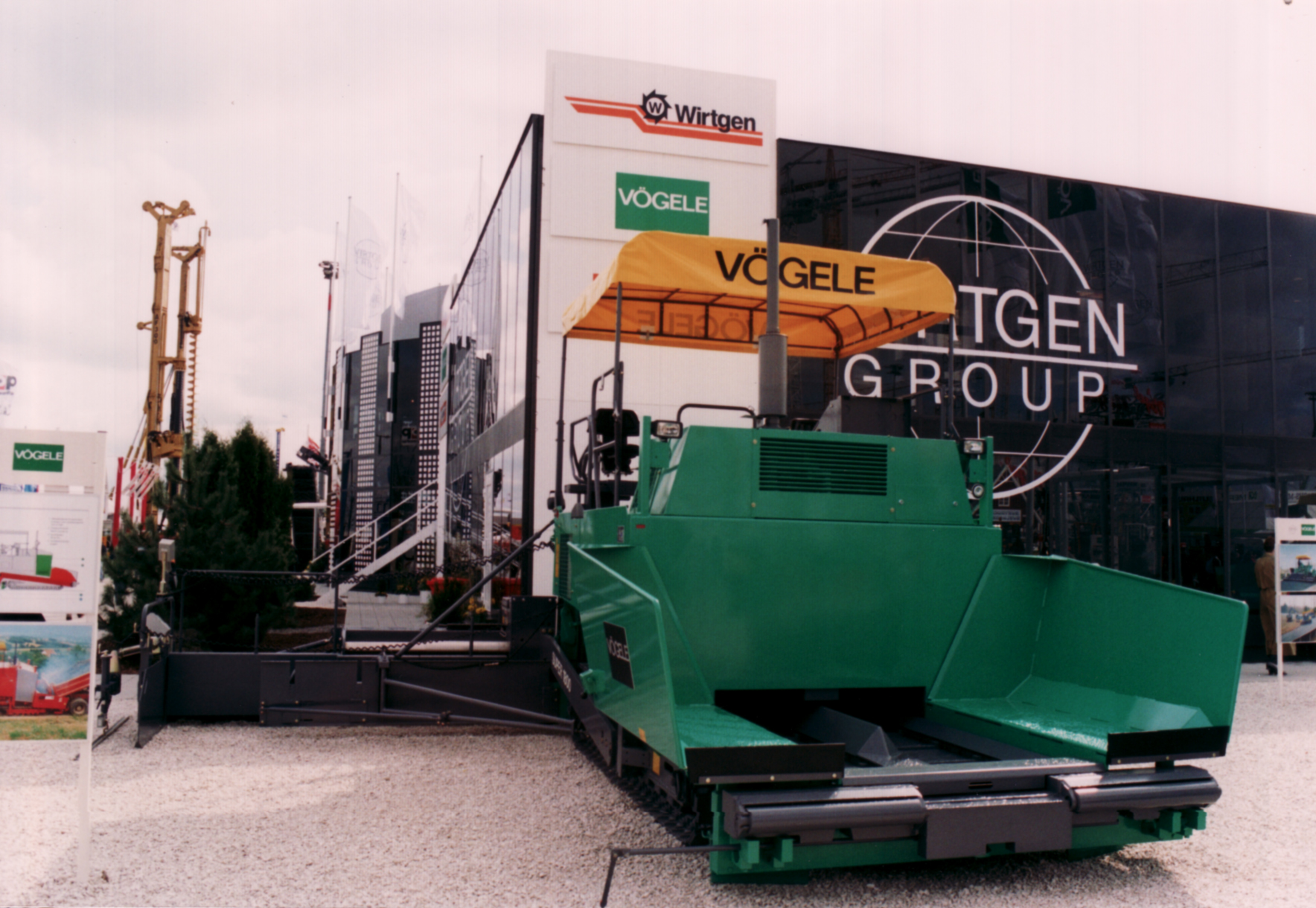
大型铺路机
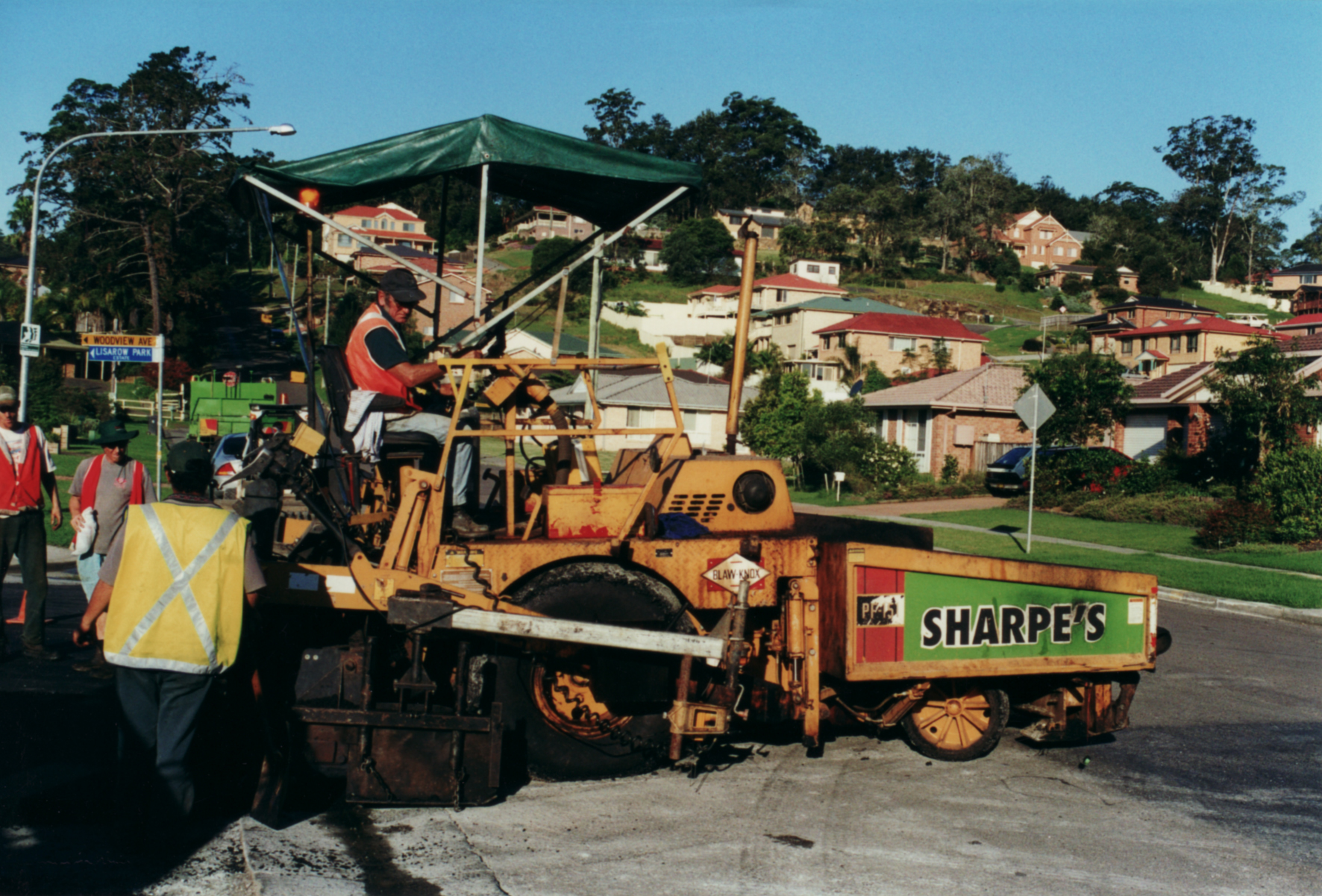
大型铺路机